# Marasettyhalli, Bhadravati
Marasettyhalli là một làng thuộc tehsil Bhadravati, huyện Shimoga, bang Karnataka, Ấn Độ.